# Gairdner-tó
A 4800 km²-es területű Gairdner-tó (angolul Lake Gairdner) Ausztráliában, Dél-Ausztrália államban, az Eyre-félszigettől északra található. A harmadik legnagyobb lefolyástalan sós vizű tónak számít az országban. Jórészt vastag sóréteg tölti ki, ami akár 120 cm vastagságot is elérhet. Vízzel csak időszakosan nagy esőzések után telik fel. 160 km hosszú és 48 km széles a medre. 
Partjainál található a Gairdner-tó Nemzeti Park.
A tavat Richard MacDonnell, Dél-Ausztrália kormányzója nevezte el 1857-ben Gordon Gairdnerről.

## Egyéb
Rosco McGlashan ausztrál gyorsulási csúcstartó autójával, az „Aussie Invader II”-vel,  Gairdner-tó kiszáradt medrében állította fel az ausztrál szárazföldi sebességi rekordot 1994. március 27-én. Ezen kívül is többször próbálta sikertelenül megdönteni a korábbi sebességi rekordot. 